# Szellemi tulajdon
"A szellemi tulajdon biztosítja a kutatási és fejlesztési ráfordítások, a csúcstechnológiai ágazatokba és a kulturális iparba irányuló befektetések, valamint a marketinghez és a fogyasztói bizalom megőrzéséhez szükséges kiadások megtérülését. A szellemi tulajdon időleges monopolhelyzetet teremt, kizárólagos hasznosítási, használati, felhasználási jogot nyújt.
 Másfelől a szellemi tulajdon kiaknázására kötött hasznosítási, használati, felhasználási (licencia-) szerződések a szellemi javak forgalmának alapvető jogi eszközei, amelyek nélkül aligha valósulhatna meg a technológia transzferje vagy például a franchising.
 A szellemi tulajdon: az innováció táptalaja és védőburka, olaj a versenyképesség motorjához."
Bobrovszky Jenő írja:"A szellemi tulajdonjogok keretében való oltalomra ... egy jogi formakészlet áll rendelkezésre, amely nem beskatulyázásszerűen, „a szellem palackozásaként” fogad be egy-egy szellemi értéket, hanem inkább „védőruhatárszerűen” áll rendelkezésre annak különböző aspektusai számára. Pl. a bűvös kockára vonatkozó kifejezési forma szerzői jogi formába öltözhet, ha könyvet írnak róla, szabadalmi jogi formába, ha kizárólagos piaci jogokat szereznek a gyártására és védjegyjogi formába, ha megkülönböztető jelként lajstromozzák a kocka ábráját".

## Kialakulása
"A szellemi tulajdon rendszerének bölcsőjeként a reneszánsz Észak-Itáliát tartják számon, e fogalom nem új tehát. Egy 1474-ben kelt velencei törvény tett először szisztematikus kísérletet arra, hogy a találmányokat oltalomban részesítse szabadalom formájában, ami az egyénnek kizárólagos jogot biztosított. Ugyanebben a században a Johannes Gutenberg által az 1440-es években feltalált nyomdagép 
és cserélhető betűk jelentősen hozzájárultak a világ első szerzői jogi rendszerének megszületéséhez."

## Fő kategóriái
A szellemi tulajdon két fő kategóriáját szokás megkülönböztetni: 
- az iparjogvédelmet és
- a szerzői jogot.

## A Jedlik-terv
Magyarországon először  2013-ban fogadtak el átfogó nemzeti szellemitulajdon-stratégiát: a Jedlik-tervet.